# Gustavo Pereira
Gustavo Pereira (Punta de Piedras, Isla de Margarita, Venezuela, 7 de marzo de 1940.) es un poeta y crítico literario venezolano.

## Carrera

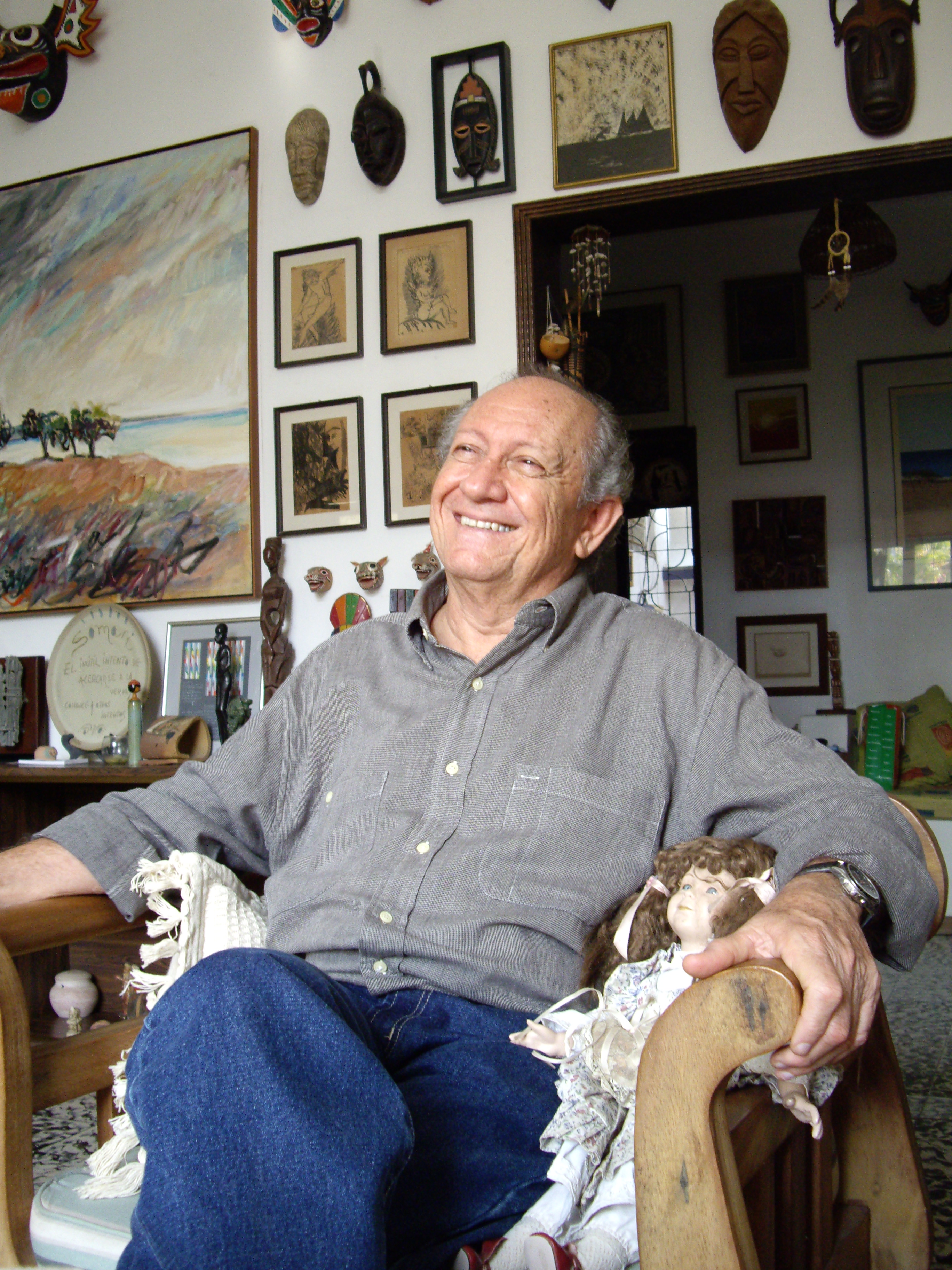
Gustavo Pereira (2008)

Se doctoró en estudios literarios en la Universidad de París. Es el fundador del Departamento de Humanidades y Ciencias Sociales y del Centro de Investigaciones Socio-Humanísticas de la Universidad de Oriente. Formó parte del grupo "Símbolo" (1958). Fue director y fundador de la Revista Trópico Uno de Puerto La Cruz. 
Ha recibido diversos reconocimientos, entre ellos, el Premio Joven Poesía de las Universidades Nacionales (1965), el Premio Municipal de Poesía de Caracas (1988), el Premio Fundarte de Poesía (1993), el Premio de la XII Bienal Literaria José Antonio Ramos Sucre (1997) y el Premio Nacional de Literatura de Venezuela (2001). En 2008, la 5a edición del Festival Mundial de Poesía estuvo dedicada a Gustavo Pereira. En 2016 fue uno de los invitados al Festival internacional de poesía de Medellín.

## Obras publicadas
Entre otros (más de 30 títulos en todo)
- Preparativos del viaje, 1964;
- En plena estación, 1966;
- Hasta reventar, 1966;
- El interior de las sombras, 1968;
- Poesía de qué, 1970;
- Los cuatro horizontes del cielo, 1970;
- Poesía de qué, 1971;
- Libro de los Somaris, 1974;
- Segundo libro de los Somaris, 1979;
- Tiempos oscuros, tiempos de sol, 1981;
- Vivir contra morir, 1988;
- El peor de los oficios, 1990;
- La fiesta sigue, 1992,
- Escrito de salvaje, 1993;
- Oficio de partir, 1999;
- Costado indio, 2001;
- Los seres invisibles, 2005;
- Hugo Chávez, labrador de cantos, 2017;